# 臺北市芳和實驗中學
臺北市芳和實驗中學，簡稱芳和實中，是位於台灣台北市大安區芳和里的公立實驗教育中學，校地位於臥龍街、辛亥路三段、辛亥路三段157巷之間，西北側與臺北市立和平高級中學相鄰。
學校設有國中部和高中部，教學以「探索式學習學校」為學習主軸，採三學期制。
除實驗教育外，由於同時也是台北市國民中學身心障礙學生安置學校，因此在國中部也設有特殊教育專班，臺北市政府教育局負責國中階段特殊教育事務的「東區特教資源中心」也設於校內。

## 校史
芳和實中現在使用之校舍最初原為民族國中所使用。民族國中於1976年7月遷至羅斯福路後，台北市政府教育局利用此校舍於同年8月新成立「臺北市立芳和國民中學」。
1994年，與芳和國中只有一牆之隔的和平國中改制為完全中學和平高中，芳和國中原本每年級均有10班左右的規模也開始縮減。2004年大安區內增設龍門國中，加上少子化的影響，芳和國中每年級班級數至2011年後僅剩餘5班以下。
同時自2000年代起台北市政府推行小型學校之整併，芳和國中因此在2015年一度被列入廢校或是與和平高中國中部整併的評估名單。
2016年起由校內教師發起將芳和國中依據《學校型態實驗教育實施條例》轉型為實驗教育學校的計畫，成功的在2018年8月轉型為實驗國民中學，更名為「臺北市立芳和實驗國民中學」，也是台北市第一所公辦的實驗教育國民中學；2020年再依據《臺北市立國民中學組織規程》之修正，更名為「臺北市芳和實驗國民中學」。
在成為實驗國中後，芳和國中改採三學期制，首年招收96名實驗教育學生，第二年起調整為80名；由於同時採用大學區制，除學區內學生外，設籍於台北市的應屆學生皆可登記申請入學。在登記踴躍之下，2018年後每年皆須以抽籤方式來決定錄取學生。
2020年為配合台北市政府教育局的實驗教育政策，芳和國中開始籌設高中。2021年8月，芳和國中轉型為同時具有高中部和國中部的實驗教育中學並更名為「臺北市芳和實驗中學」，成為台北市第一所公立的實驗教育完全中學；同時由於《學校型態實驗教育實施條例》的限制，自2021年起，每年國中部及高中部各招收50名學生，國中部仍採學區入學並配合抽籤方式，高中部採書面審查及面試、並保留半數名額供國中部直升。

### 歷任校長
| 任別                           | 上任日期                       | 姓名                           | 上任前職務                     | 卸任後職務                     | 備註                               |                                |
| 臺北市立芳和國民中學籌備處主任 | 臺北市立芳和國民中學籌備處主任 | 臺北市立芳和國民中學籌備處主任 | 臺北市立芳和國民中學籌備處主任 | 臺北市立芳和國民中學籌備處主任 | 臺北市立芳和國民中學籌備處主任     | 臺北市立芳和國民中學籌備處主任 |
| ------------------------------ | ------------------------------ | ------------------------------ | ------------------------------ | ------------------------------ | ---------------------------------- | ------------------------------ |
|                                | 1976年7月                      | 林忠廉                         | 由臺北市立民族國民中學校長兼任 | 由臺北市立民族國民中學校長兼任 | 由臺北市立民族國民中學校長兼任     |                                |
| 臺北市立芳和國民中學校長       |                                |                                |                                |                                |                                    |                                |
| 1                              | 1976年8月1日                   | 鍾明樟                         | 臺北市立新興國民中學訓導主任   | 臺北市立中正國民中學籌備處主任 | 後於松山高中校長任內退休           |                                |
| 2                              | 1979年8月1日                   | 杜惠平                         |                                | 臺北市立實踐國民中學校長       |                                    |                                |
| 3                              | 1985年8月1日                   | 曾馨芳                         | 臺北市立格致國民中學校長       | 臺北市立三民國民中學校長       | 於三民國中校長任內退休             |                                |
| 4                              | 1989年8月1日                   | 陳秀蓉                         | 臺北市立大同國民中學輔導室主任 | 臺北市立麗山國民中學校長       | 後於臺北啟聰學校校長任內退休       |                                |
| 5                              | 1994年2月1日                   | 蘇明宗                         |                                | 臺北市立景興國民中學校長       |                                    |                                |
| 6                              | 1997年8月12日                  | 戴麗緞                         | 臺北市立芳和國民中學教務主任   | 臺北市立信義國民中學校長       | 後於敦化國中校長任內退休           |                                |
| 7                              | 2002年8月1日                   | 楊淑萍                         | 臺北市立敦化國民中學教務主任   | 臺北市立中正國民中學校長       | 於中正國中校長任內退休             |                                |
| 8                              | 2008年8月1日                   | 陳採卿                         | 臺北市立龍山國民中學訓導主任   | 臺北市立龍門國民中學校長       | 於龍門國中校長任內退休             |                                |
| 9                              | 2012年8月1日                   | 莊乾淇                         | 臺北市立瑠公國民中學校長       | 退休                           |                                    |                                |
| 10                             | 2016年8月1日                   | 黃琬茹                         | 臺北市立螢橋國民中學輔導主任   | －                             | 學校於任內改制為實驗國民中學       |                                |
| 臺北市芳和實驗國民中學校長     |                                |                                |                                |                                |                                    |                                |
| 10                             | 2018年8月1日                   | 黃琬茹                         | －                             | －                             | 學校於任內增設高中部改制為實驗中學 |                                |
| 臺北市芳和實驗中學校長         |                                |                                |                                |                                |                                    |                                |
| 10                             | 2021年8月1日                   | 黃琬茹                         | －                             | 現任                           |                                    |                                |
| 參考資料：                     |                                |                                |                                |                                |                                    |                                |

## 臥龍學園
芳和實中之校地與和平高中、大安國小於臥龍街上相鄰，三校為強化合作以相互共享資源，於2008年共同成立「臥龍學園」之學校聯盟，並以臥龍街上的常生植物台灣欒樹為聯盟代表。
| 臥龍學園聯合校慶 | 臥龍學園聯合校慶 | 臥龍學園聯合校慶 | 臥龍學園聯合校慶                    |
| 屆別             | 學年度           | 舉辦日期         | 封街主題                            |
| ---------------- | ---------------- | ---------------- | ----------------------------------- |
| 1                | 97               | 11月15日         | 臥龍欒樹節 ● 學園嘉年華             |
| 2                | 98               | 11月14日         | 臥龍學園慶 ● 社區一家親             |
| 3                | 99               | 11月13日         | 臥龍迎花博 ● 學園展風華             |
| 4                | 100              | 11月12日         | 全民喜迎百年國慶 ● 臥龍歡展千樣風華 |
| 5                | 101              | 11月10日         | 臥龍鐸聲遠 ● 學園美名揚             |
| 6                | 102              | 11月9日          | 臥龍學習共同體 ● 和平芳和大安泰     |
| 7                | 103              | 11月8日          | 臥龍學園創新境 ● 教育翻轉登高峰     |
| 8                | 104              | 11月14日         | 臥龍深耕特色展 ● 學園願景人文豐     |
| 9                | 105              | 11月12日         | 臥龍實驗創客行 ● 學園教育樂芬芳     |
| 10               | 106              | 11月11日         | 實驗芳和展新象 ● 未來和平慶大安     |

## 備註
1. ↑  依據《臺北市立國民中學組織規程》第二條：實驗學校之校名為臺北市某某實驗國民中學。於台北市政府2021年5月24日之《府授教中字第1103049209號函》中亦確認改制為完全中學後之名稱為「臺北市芳和實驗中學」。
2. ↑  中文也會被翻譯為「遠征式學習」。
3. ↑  民族國中於1968年建校之初即選定以位於公館的現址為校地，但由於當時該地仍為蠶業試驗改良場所使用，校地徵收作業延宕，故1968年台北市政府先在位於臥龍街與瑠公圳第一幹線交會處興建臨時校舍供民族國中使用。

## 外部連結
- （繁體中文） 官方网站
- （繁體中文） 臺北市芳和實驗中學的Facebook專頁